# Pier Paolo Pasolini et la Raison d'un rêve
Pour plus de détails, voir Fiche technique et Distribution.
Pier Paolo Pasolini et la Raison d'un rêve (Pier Paolo Pasolini e la ragione di un sogno) est un film documentaire italien sur Pier Paolo Pasolini, réalisé par Paolo Costella et Laura Betti, sorti en 2002.

## Synopsis
L'actrice et réalisatrice Laura Betti, l'une des « trois âmes » de Pasolini, c'est-à-dire l'une de ses plus proches amies et l'une des actrices préférées de ses films, retrace l'histoire d'un génie de la poésie et de la littérature italiennes modernes. À travers des interviews, des images d'archives et des citations tirées des livres et des films de Pasolini, Laura Betti raconte comment un jeune homme, sorti troublé de la Seconde Guerre mondiale, s'est consacré corps et âme à la poésie et voulait raconter ce qui se passait parmi les jeunes pauvres de la banlieue romaine. En tant qu'homosexuel, il est immédiatement condamné et diabolisé par la société de l'époque, mais Pasolini continue, tout en racontant diverses histoires de jeunes hommes pauvres de Rome, à poursuivre la recherche de la beauté absolue et du bien-être commun, à travers les figures de personnages connus et vénérés par tous. Pasolini part pour la Palestine pour y tourner L'Évangile selon saint Matthieu (1964) et ensuite pour l'Inde où il tourne d'autres documentaires de genre philosophico-culturel.
Par la suite, Pasolini, amoureux de l'Orient et de ses coutumes exotiques, réalise d'autres films comme Médée (1969), mais se heurte en même temps à l'opposition des autorités politiques italiennes. En effet, alors qu'arrive la période de violence politique, baptisée années de plomb, Pasolini, prenant conscience de la triste réalité politique et sociale à laquelle il est confronté, dénonce les assassinats mystérieux et criminels de journalistes, d'hommes politiques et d'autres personnes célèbres, poursuivis de manière très obscure, afin que le mobile et l'auteur ne soient jamais découverts. Pourtant, Pasolini connaît les véritables créateurs de ces massacres, mais il est réduit au silence par les dénonciations et les divers procès qu'il est contraint d'endurer. Dans les années 1970, Pasolini décide de défier la bourgeoisie elle-même en créant la fameuse trilogie de la vie, composée de films adaptés des œuvres majeures d'auteurs très célèbres du monde antique tels que l'Italien Boccace ou l'Anglais Geoffrey Chaucer.
Son but est de montrer au public du grand écran la beauté absolue du sexe et le naturel des plaisirs les plus authentiques de l'homme et de la femme, sans recourir à des éléments vulgaires ou gratuits. En fait, les œuvres de Pasolini sont très différentes des œuvres du genre pornographique ou érotique. Après que Pasolini ait également commencé à écrire une trilogie de la mort, dont le premier film est tiré des Cent Vingt Journées de Sodome du Marquis de Sade, l'auteur a été tué par des inconnus (le seul accusé dont l'identité est connue est Pino Pelosi) dans la nuit du 2 novembre 1975, réduit au silence pour toujours en ce qui concerne sa dénonciation des graves événements qui se déroulent en Italie, par de jeunes anarchistes à l'idéal fasciste. Ce que le film veut communiquer, c'est la simplicité artistique d'un homme qui a essayé à travers ses œuvres la légitimité de ses valeurs, ses idées et ses positions politiques. Le film, de manière poétique et symbolique, se termine par une phrase tirée du Décaméron (1971) de Pasolini, prononcée par le réalisateur lui-même sous les traits du peintre Giotto : « Perché realizzare un'opera, quando è bella sognarla soltanto? » (litt. « Pourquoi réaliser une œuvre si elle n'est belle qu'à rêver ?) »

## Fiche technique
- Titre français : Pier Paolo Pasolini et la Raison d'un rêve[1],[2],[3]
- Titre original italien : Pier Paolo Pasolini e la ragione di un sogno[4]
- Réalisateur : Paolo Costella, Laura Betti
- Scénario : Laura Betti, Pasquale Plastino
- Photographie : Fabio Cianchetti
- Montage : Roberto Missiroli (it)
- Musique : Bruno Moretti (it)
- Décors : Luigi Marchione (it)
- Production : Carlo Degli Esposti
- Sociétés de production : Palomar (it), MC4
- Pays de production :  Italie
- Langue originale : italien
- Format : couleurs
- Durée : 90 minutes
- Genre : film documentaire biographique
- Dates de sortie :
  - Japon : 2 mai 2002

## Distribution
- Pier Paolo Pasolini : lui-même
- Francesca Archibugi : elle-même
- Paolo Volponi : lui-même
- Bernardo Bertolucci : lui-même
- Andrea De Sica : lui-même
- Mimmo Calopresti : lui-même
- Mario Cipriani : lui-même
- Franco Citti : lui-même
- Sergio Citti : lui-même
- Pappi Corsicato : lui-même
- Ninetto Davoli : lui-même

## Accroche
« L'attrice, amica e collaboratrice di Pasolini, si improvvisa regista, realizzando un lungometraggio sognando le parole di Pier Paolo immerse in tutto ciò che da tempo non lo riguarda, come un'enfatica, mondana e stridente democrazia, una falsa capacità di capire una non troppo furtiva apologia della bassa cultura... bassa, strisciante, penetrante e capace di una potente e vorace assimilazione »
— Paroles du réalisateur visibles sur l'affiche du film.
        
« L'actrice, amie et collaboratrice de Pasolini, s'improvise réalisatrice et tourne un long métrage en rêvant aux mots de Pier Paolo, immergé dans tout ce qui lui échappe depuis longtemps, comme une démocratie emphatique, mondaine et stridente, une fausse capacité de compréhension, une apologie pas si sournoise de la basse culture... basse, rampante, pénétrante et capable d'une assimilation puissante et vorace »

## Exploitation
En France, le film est disponible en bonus sur le BluRay de Théorème restauré en 2022.